# Frangy
Frangy és un municipi francès situat al departament de l'Alta Savoia i a la regió d'Alvèrnia-Roine-Alps. L'any 2007 tenia 1.928 habitants.

## Demografia

### Població
El 2007 la població de fet de Frangy era de 1.928 persones. Hi havia 769 famílies de les quals 226 eren unipersonals (109 homes vivint sols i 117 dones vivint soles), 237 parelles sense fills, 250 parelles amb fills i 56 famílies monoparentals amb fills.
La població ha evolucionat segons el següent gràfic:
Habitants censats

### Habitatges
El 2007 hi havia 879 habitatges, 779 eren l'habitatge principal de la família, 23 eren segones residències i 78 estaven desocupats. 532 eren cases i 344 eren apartaments. Dels 779 habitatges principals, 475 estaven ocupats pels seus propietaris, 276 estaven llogats i ocupats pels llogaters i 28 estaven cedits a títol gratuït; 9 tenien una cambra, 65 en tenien dues, 155 en tenien tres, 237 en tenien quatre i 312 en tenien cinc o més. 619 habitatges disposaven pel capbaix d'una plaça de pàrquing. A 327 habitatges hi havia un automòbil i a 381 n'hi havia dos o més.

### Piràmide de població
La piràmide de població per edats i sexe el 2009 era:
| Homes | Edats   | Dones |
| ----- | ------- | ----- |
| 0     | 95 o +  | 16    |
| 12    | 90 a 94 | 20    |
| 8     | 85 a 89 | 24    |
| 8     | 80 a 84 | 20    |
| 24    | 75 a 79 | 36    |
| 40    | 70 a 74 | 28    |
| 28    | 65 a 69 | 36    |
| 40    | 60 a 64 | 20    |
| 36    | 55 a 59 | 44    |
| 52    | 50 a 54 | 60    |
| 52    | 45 a 49 | 52    |
| 36    | 40 a 44 | 52    |
| 60    | 35 a 39 | 64    |
| 52    | 30 a 34 | 48    |
| 84    | 25 a 29 | 72    |
| 36    | 20 a 24 | 24    |
| 64    | 15 a 19 | 40    |
| 64    | 10 a 14 | 56    |
| 64    | 5 a 9   | 48    |
| 56    | 0 a 4   | 36    |

## Economia
El 2007 la població en edat de treballar era de 1.244 persones, 968 eren actives i 276 eren inactives. De les 968 persones actives 900 estaven ocupades (486 homes i 414 dones) i 68 estaven aturades (28 homes i 40 dones). De les 276 persones inactives 103 estaven jubilades, 81 estaven estudiant i 92 estaven classificades com a «altres inactius».

### Ingressos
El 2009 a Frangy hi havia 760 unitats fiscals que integraven 1.832 persones, la mediana anual d'ingressos fiscals per persona era de 21.113 €.

### Activitats econòmiques
Dels 110 establiments que hi havia el 2007, 1 era d'una empresa extractiva, 2 d'empreses alimentàries, 1 d'una empresa de fabricació de material elèctric, 1 d'una empresa de fabricació d'altres productes industrials, 18 d'empreses de construcció, 21 d'empreses de comerç i reparació d'automòbils, 4 d'empreses de transport, 9 d'empreses d'hostatgeria i restauració, 7 d'empreses financeres, 9 d'empreses immobiliàries, 9 d'empreses de serveis, 18 d'entitats de l'administració pública i 10 d'empreses classificades com a «altres activitats de serveis».
Dels 41 establiments de servei als particulars que hi havia el 2009, 1 era una oficina d'administració d'Hisenda pública, 1 gendarmeria, 1 oficina de correu, 3 oficines bancàries, 2 funeràries, 3 tallers de reparació d'automòbils i de material agrícola, 1 autoescola, 2 paletes, 2 guixaires pintors, 5 fusteries, 2 lampisteries, 2 electricistes, 6 perruqueries, 1 veterinari, 2 restaurants, 5 agències immobiliàries i 2 salons de bellesa.
Dels 8 establiments comercials que hi havia el 2009, 1 era un hipermercat, 1 una gran superfície de material de bricolatge, 1 una botiga de menys de 120 m², 2 carnisseries, 1 una peixateria, 1 una botiga de material de revestiment de parets i terra i 1 una joieria.
L'any 2000 a Frangy hi havia 30 explotacions agrícoles que ocupaven un total de 1.122 hectàrees.

## Equipaments sanitaris i escolars
L'únic equipament sanitari que hi havia el 2009 era una farmàcia.
El 2009 hi havia 1 escola maternal i 1 escola elemental. Frangy disposava d'un col·legi d'educació secundària amb 424 alumnes.

## Poblacions més properes
El següent diagrama mostra les poblacions més properes.